# Barra dos Coqueiros
Barra dos Coqueiros is een gemeente in de Braziliaanse deelstaat Sergipe. De gemeente telt 19.998 inwoners (schatting 2009).
De gemeente grenst aan Aracaju, Nossa Senhora do Socorro, Santo Amaro das Brotas en Pirambu.